# Palamida
Palamida (Polanda; lat. Sarda sarda) je morska riba iz porodice skušovki (Scombridae). U Hrvatskoj je još poznata kao palovnić, pastirica, polamida, polanda, smucaš, šarica.

## Opis
Palamida ima izduženo vretenasto tijelo s dugačkom stožastom glavom na čijem vrhu su velika usta puna sitnih i oštrih zuba. Živi do 6 godina,. Tijelo joj je kao i kod drugih skušovki tamnomodre boje a repna peraja izdužena. Preko leđa ima izražene tamne pruge položene ukoso, po čemu se razlikuje od srodnika. Naraste do 70 cm i do 9 kg težine. Tijelo joj je prekriveno sitnim ljuskama.

## Rasprostranjenost
Palamida obitava duž cijele obale istočnog Atlantika i to od Osla u Norveškoj do Port Elizabeth u Južnoafričkoj Republici, uz zapadne obale Atlantika od Kanade preko floridskih obala Sjedinjenih Američkih Država, sjevera Meksičkog zaljeva, Kolumbije, Venecuele, do obala južno od rijeke Amazona na sjeveru Argentine.
Njeno obitavalište je i u Mediteranu te Crnom moru. 
Rasprostranjena je duž čitave obale Jadrana, a nešto je učestalija u njegovim južnim dijelovima.

## Način života i ishrana
Palamide žive u većim jatima. Ponekad se zadržavaju u kanalima ili u priobalnim vodama, zatvorenim uvalama i zaljevima te u blizini lovišta plave ribe, ali većinom nemaju stalnog boravišta, već putuju otvorenim morem. 
Palamida je vrlo brz predator koji se hrani drugom plavom ribom, najviše srdelama, papalinama, inćunima i manjim skušama.

## Razmnožavanje
Spolnu zrelost dostiže između druge i treće godine života. Mrijesti se tijekom svibnja i lipnja.

## Gospodarska vrijednost
Palamida se smatra najčešćom plavom ribom važnom za riblju industriju u Hrvatskoj. Ulov ove vrlo tražene ribe u Jadranu je svake godine u padu jer se palamide love u velikim količinama. Meso im je vrlo ukusno. 

## Vanjske poveznice
|  | Zajednički poslužitelj ima stranicu o temi Sarda sarda    |
|  | Zajednički poslužitelj ima još gradiva o temi Sarda sarda |
|  | Wikivrste imaju podatke o taksonu Sarda sarda             |